# Rush Gaming
Rush Gaming（ラッシュ ゲーミング）は、日本で2017年11月より始動したeスポーツチーム・組織・企業。

## 概要
西谷麗がGreedZz率いるRush CLANのアジア大会を三連覇と東京ゲームショウ2017での活躍をきっかけにチーム設立を決心。
「ゲームを通じて、感動を届ける。」というモットーを掲げeスポーツチーム運営やストリーミング、コンテンツ制作、選手育成、イベント、アパレル、コミュニティ活性活動を展開。

## 略歴[3]
2016年
- Rush Gamingの前身となるRush CLAN eスポーツ部門が発足。当初のメンバーはGreedZz、WinRed、Light、Ngtの４人。
- GreedZzがWekidsと出会い、個人スポンサード選手としてMindfreakストリーマーに就任。

2017年
- 8月：GreedZzがオーストラリアプロチーム・Mindfreakとストリーマー契約を締結。
- 9月：Tokyo Game Show 2017 コール オブ デューティ IW SCARZ vs Rush CLAN TGS2017頂上決戦で勝利。
- 11月：Rush CLAN eスポーツ部門がRush Gaming by WekidsとしてWekidsと契約開始[4]。Rush Gaming結成。

2018年
- 7月：Namiが脱退し、GPが加入。
- 8月：Ngtがチームから離脱し、助っ人としてLuke加入。
- 10月：元チームメイトのLightが再加入、元ライバルのHunt加入。
- 11月：（株）Rush Gaming 発足、GreedZzが取締役へ就任。コーチ兼マネージャーにKurutami加入。
- 12月：CWL Las Vegas 2019 出場。GPが選手を引退しストリーマーへ転身。

2019年
- 1月：Gorouが12月からのトライアウトを経て加入。
- 3月：Vebraが加入
- 6月3日、『1億3000万人のためのeスポーツ入門』発売。第4章を西谷麗が執筆。
- 7月17日、DXRacerとのスポンサー契約。[5]
- 8月：ラフォーレ原宿にてRush Gaming Pop Storeが開催[6][7]し、週150万を売り上げる。
- 12月：Rush Gaming PUBG部門設立　Nicochanが加入

2020年
- 1月：Huntが選手からストリーマーへ移行
- 6月4日、Brave Softwareとパートナー契約を締結。
- 8月、keptと専属マネジメント契約開始。[8]
- 12月、株式会社フォーナインズのゲーミンググラス「PLAIDe」の提供と視環境の測定とビジョントレーニングを行う「999.9 VISION LAB.」でのサポート開始。[9]

2021年
- 2月 Sirius、Current、Rush gamingに入隊、プロ対抗戦SPRINGシーズンにて3位を記録。[10]
- 3月31日、広島ホームテレビ「eスポーツ道」にてテレビ出演。[11]
- 4月15日、ASTRO Gamingとスポンサーシップ契約締結。[12]
- 8月23日、Oshitoにてポップアップストアを開催。[13]
- 9月28日、特別番組『コール オブ デューティ ヴァンガード』にハセシンが出演。[14]

2022年
- 3月 Vebra脱退。
- 12月 S1Yuq、Crystar加入。

## 所属メンバー

### Call of Duty
| 名前    | 読み         | 加入年月日 | 活動先                              | 備考 |
| ------- | ------------ | ---------- | ----------------------------------- | --- |
| WinRed  | ウィンレッド | 2016年     | - YouTube Channel - Twitter Channel | eスポーツ選手。SMG（サブマシンガン）使い。前線でのキル力は日本随一との呼び声も高い。                                                                                              |
| Gorou   | ゴロウ       | 2019年1月  | - YouTube Channel - Twitter Channel | eスポーツ選手。中遠距離のメインAR。ストリーマーとして活躍しているGPに代わってロースター入り。オセロなどのボードゲーム、ぷよぷよなどのパズルゲームを得意とし、戦略面での要を担う。 |
| Sirius  | シリウス     | 2021年2月  | - YouTube Channel - Twitter Channel | |
| Current | カレント     | 2021年2月  | - YouTube Channel - Twitter Channel | |

### ストリーマー
| 名前     | 読み     | 加入年月日 | 活動先                              | 備考 |
| -------- | -------- | ---------- | ----------------------------------- | --- |
| ハセシン | ハセシン | 2016年     | - YouTube Channel - Twitter Channel | 共同創業者・ストリーマー・Rush Gaming 及びRush CLAN総合リーダー。CoD No1ゲーム実況者。Twitter フォロワー数：10.6万人、YouTube 登録者数：65.9万人                                                                           |
| GreedZz  | グリード | 2016年     | - YouTube Channel - Twitter Channel | 共同創業者。元CoD日本代表選手。目の故障の為引退後、CoDストリーマー活動を主軸に。近年はApexでも「筋肉エイム」と話題を呼んでいる。Youtube登録者約20万人の人気ストリーマー。                                                  |
| GP       | グッピー | 2018年7月  | - YouTube Channel - Twitter Channel | Rush Gamingのeスポーツ選手として活躍していた経験を活かし、立ち回り解説などの動画や、また現在流行中のApex Legendsの動画も投稿している。YouTubeのチャンネル登録者は9万人を超える。                                           |
| Hunt     | ハント   | 2018年10月 | - YouTube Channel - Twitter Channel | eスポーツ選手。BO4シーズンのRush Gaming5人目のメンバーとして参加。ライバルチーム元リーダーで、CoDプロチームへの所属歴は日本一。現在はストリーマーとしてCoDモバイル公式番組への出演やApex Legendsの配信など多方面で活動中。 |
| Light    | ライト   | 2016年     | - YouTube Channel - Twitter Channel | ストリーマー。闘会議で行われた大会ではGreedZzに代わり選手として一時復帰した。シャドウバースをはじめゲーム解説に定評があり、YouTubeのチャンネル登録者は10万人を超える。                                                     |
| kept     | ケプト   | 2020年     | - YouTube Channel - Twitter Channel | 2019年6月より独立し、個人でスマブラSPなどのゲーム競技活動及びゲーム配信活動を行うゲーマー。最新版の「大乱闘スマッシュブラザーズ SPECIAL」では日本ランキング16位と活躍中。                                                  |

## 大会実績
2016年 CoDアジアコミュニティ大会2度優勝
2017年 
TGS2017CoDイベント招待、優勝
CoD CyaC主催 Japan Championship 優勝
2018年よりJeSU公式プロライセンスを所持
2018年 闘会議2018 CoDプロ対抗戦　優勝
2018年 日本人の初のCall of Duty世界大会への出場権を獲得、CWL Anaheim出場
2018年 第1回 CoD BO4 Japan National Qualifier (MLG主催 日本代表決定戦) 優勝
2019年 第2回 CoD BO4 Japan National Qualifier (MLG主催 日本代表決定戦) 優勝
2019年 CoD BO4 CWL Fort Worth 出場。注目のチーム10選に選出
2019年 第3回 CoD BO4 Japan National Qualifier (MLG主催 日本代表決定戦) 準優勝
2019年 第4回 CoD BO4 Japan National Qualifier (MLG主催 日本代表決定戦) 3位
2019年 CoD ModernWarfare 日本代表決定戦 準優勝
2021年 CoD:BOCW プロ対抗戦Springシーズン3位
2021年 CoD:BOCW プロ対抗戦Summerシーズン2位

## 主催大会
2021年1月：Rush Battle Tournament
2021年2月：Rush Battle Tournament Ⅱ
2021年4月：Rush Battle Tournament Ⅲ
2021年5月：Rush Battle Tournament Ⅳ